# Arauca (Arauca, Kolumbija)
Arauca (puno ime: Villa de Santa Bárbara de Arauca) je glavni grad kolumbijskog departmana Arauca od 1991. godine. 
Grad je 4. prosinca 1780. osnovao Juan Isidro Daboín na području autohtonog naselja zvanog Guahibo. Ime je dobio po rijeci Arauca koja protječe kroz grad.

## Gospodarstvo
Primarna djelatnost od osnutka Arauce je uzgoj stoke. Od 1984. je bitna eksploatacija nafte koja čini većinu općinskih prihoda u posljednjih nekoliko godina. Izgradnja mosta, José Antonio Páez Puente, koji grad povezuje s Venezuelom kao i dovršetak autoceste do Bogote (La Ruta de los Libertadores) stvorili su od Arauce glavni centar na putu između Caracasa i Bogote.

## Promet
- Santiago Pérez Quiroz Airport, zračna luka

## Vanjske poveznice
- Službene stranice